# Yobé-Sangha
Yobé-Sangha est l’unique commune de la sous-préfecture de Bayanga, préfecture de la Sangha-Mbaéré. Elle doit son nom à deux cours d'eau la Sangha et à son affluent la rivière Yobé. La principale localité de la commune est Bayanga, chef-lieu de sous-préfecture.

## Situation
Située à environ 550 km (par les pistes) à l’Ouest de Bangui dans la pointe de l’extrême Sud-Ouest de la République centrafricaine. Elle est limitée : 
- au nord par la commune de Nola ;
- à l'est et au sud-est par la République du Congo ;
- au sud-ouest par le Cameroun ;
- au nord-ouest par la commune de Salo (sous-préfecture de Nola).

La commune de Yobé-Sangha est située au sud de la préfecture de Sangha-Mbaéré. Elle est 
frontalière du Cameroun et de la République du Congo.
|                      | Salo        | Nola                |
| Yokadouma (Cameroun) | Yobé-Sangha | République du Congo |
|                      |             |                     |

## Villages
La commune compte 18 villages : Assabissi, Babongo, Boanda, Bomadjokou, Bomitaba, Bongo-Ville, Citron, Fondo, Jolisoir, Kandja-Ndongo, Kounda-Papaye, Lindjombo, Mberetia, Mokoko, Monasao, Mossapola, Nguengueli, Nyangoute.

## Éducation
La commune compte 8 écoles publiques : Bayanga, Mossapoula, Yandoumbe, Lindjombo, Bomandjoukou, Babongo, Kounda-Papaye et Monassao et 4 écoles privées :  Nguengueyi, OPP de Lindjombo,  Yobeyondo et Kanza.